# Нерівність перестановок
Нехай
{\displaystyle x_{1}\leq \cdots \leq x_{n}\quad \quad y_{1}\leq \cdots \leq y_{n}} — дійсні числа
{\displaystyle x_{\sigma (1)},\dots ,x_{\sigma (n)}} — перестановка чисел {\displaystyle x_{1},\dots ,x_{n}}.
Тоді справедливою є нерівність:
{\displaystyle x_{1}y_{1}+\cdots +x_{n}y_{n}\geq x_{\sigma (1)}y_{1}+\cdots +x_{\sigma (n)}y_{n}\geq x_{n}y_{1}+\cdots +x_{1}y_{n}.}

## Доведення
Друга нерівність випливає з першої, якщо її застосувати до послідовності
{\displaystyle -x_{n}\leq \cdots \leq -x_{1}.}
Тому достатньо довести лише першу нерівність. Оскільки кількість перестановок є скінченною, принаймні для одної значення суми
{\displaystyle x_{\sigma (1)}y_{1}+\cdots +x_{\sigma (n)}y_{n}}
є максимальним. Якщо таких перестановок є кілька нехай σ — та з них, що залишає незмінними найбільшу кількість чисел. 
Доведемо, що σ — одинична перестановка. Припустимо, що це не так. Тоді існує число j ∈ {1, ..., n − 1}, таке що σ(j) ≠ j і σ(i) = i для всіх i ∈ {1, ..., j − 1}. Тому σ(j) > j і існує k ∈ {j + 1, ..., n} для якого σ(k) = j. Оскільки
{\displaystyle j<k\Rightarrow y_{j}\leq y_{k}\qquad {\text{and}}\qquad j=\sigma (k)<\sigma (j)\Rightarrow x_{j}\leq x_{\sigma (j)}.\quad (1)}
Тому,
{\displaystyle 0\leq (x_{\sigma (j)}-x_{j})(y_{k}-y_{j}).\quad (2)}
Розписуючи добуток отримуємо:
{\displaystyle x_{\sigma (j)}y_{j}+x_{j}y_{k}\leq x_{j}y_{j}+x_{\sigma (j)}y_{k}\,,\quad (3)}
тому перестановка
{\displaystyle \tau (i):={\begin{cases}i&i\in \{1,\ldots ,j\},\\\sigma (j)&i=k,\\\sigma (i)&i\in \{j+1,\ldots ,n\}\setminus \{k\},\end{cases}}}
що утворюється з σ заміною значень σ(j) і σ(k), має принаймні одну додаткову фіксовану точку j, і також є максимальною. Це суперечить вибору σ.
Якщо 
{\displaystyle x_{1}<\cdots <x_{n}\quad \quad y_{1}<\cdots <y_{n},}
то нерівності (1), (2), і (3) є строгими, тому максимум може бути досягнутим лише в одиничній перестановці.